# Ashita, mama ga inai
Ashita, mama ga inai (明日, ママがいない letteralmente "Domani, Mamma non sarà qui") è un dorama stagionale invernale del 2014 trasmesso per la prima volta su Nippon Television (NTV) a partire dal 15 gennaio del 2014. Segue le storie di dieci bambini che vivono in un orfanotrofio. Il dramma è interpretato dalle attrici bambine Mana Ashida e Rio Suzuki, che sono famose per i ruoli svolti rispettivamente nelle serie televisive Mother e The Heart of Woman.
La serie è andata in onda per nove episodi e ha ottenuto un punteggio medio di spettatori del 12,85% nella regione del Kantō. La produzione è stata anche coinvolta in una polemica a causa della sua rappresentazione degli orfanotrofi, che è stata duramente criticata dalle organizzazioni di welfare giapponesi.

## Trama
Maki venne lasciata in un orfanotrofio chiamato "Kogamo no Ie" (コ ガ モ の 家) dopo che sua madre fu arrestata per aver causato involontariamente un grave incidente. Qui incontra "Post", una ragazza che è stata abbandonata alla nascita e altri bambini che sono stati abbandonati dai loro genitori o che sono stati accuditi dallo Stato a causa di una storia di abuso minorile. La struttura è gestita da Sasaki, un eccentrico signore di mezza età che tiene in mano l'orfanotrofio con un pugno di ferro.
I bambini sono vittime della discriminazione della società in generale e del trauma psicologico di essere stati abbandonati; mentre molti di loro continuano a nutrire la speranza di essere finalmente adottati in una famiglia amorevole, Maki si aggrappa invece alla costante speranza che sua madre possa tornare un giorno a reclamarla da questo luogo che per lei non è altro che un cupo simbolo di sofferenza.

## Cast
- Mana Ashida - Post (ポ ス ト)
- Rio Suzuki - Maki (真 希), soprannominata "Donki" (ド ン キ)
- Hiyori Sakurada - Piami (ピ ア 美)
- Konomi Watanabe - Bombi (ボ ン ビ)
- Shōhei Miura - Locker (ロ ッ カ ー)
- Suzuka Ōgo - Otsubone (オ ツ ボ ネ)
- Hiroshi Mikami nel ruolo di Tomonori Sasaki
- Fumino Kimura come Kana Mizusawa
- Yū Shirota come Yuki Tojo